# Nepal na Letnich Igrzyskach Olimpijskich 1980
Nepal na Letnich Igrzyskach Olimpijskich 1980 reprezentowało 10 zawodników. Był to czwarty start reprezentacji Nepalu na letnich igrzyskach olimpijskich.

## Skład reprezentacji

### Boks
| Zawodnik       | Konkurencja          | 1/32             | 1/16             | 1/8              | Ćwierćfinał      | Półfinał         | Finał            | Pozycja |    |
| Zawodnik       | Konkurencja          | Przeciwnik Wynik | Przeciwnik Wynik | Przeciwnik Wynik | Przeciwnik Wynik | Przeciwnik Wynik | Przeciwnik Wynik | Pozycja |    |
| -------------- | -------------------- | ---------------- | ---------------- | ---------------- | ---------------- | ---------------- | ---------------- | ------- | -- |
| Rabi Raj Thapa | waga musza           | —                | BYE              | Váradi P RSC     | NQ               | NQ               | NQ               | NQ      | NQ |
| Narendra Poma  | waga piórkowa        | BYE              | dal Rovere P RSC | NQ               | NQ               | NQ               | NQ               | NQ      |    |
| Bishnu Malakar | waga lekkopółśrednia | —                | Ryu B-H P RSC    | NQ               | NQ               | NQ               | NQ               | NQ      |    |

### Lekkoatletyka
| Zawodnik              | Konkurencja      | Eliminacje | Eliminacje | Ćwierćfinał | Ćwierćfinał | Półfinał | Półfinał | Finał   | Finał   |
| Zawodnik              | Konkurencja      | Wynik      | Miejsce    | Wynik       | Miejsce     | Wynik    | Miejsce  | Wynik   | Miejsce |
| --------------------- | ---------------- | ---------- | ---------- | ----------- | ----------- | -------- | -------- | ------- | ------- |
| Raghu Raj Onta        | bieg na 100 m    | 11,61      | 63.        | NQ          | NQ          | NQ       | NQ       | NQ      | NQ      |
| Laxman Basnet         | bieg na 5000 m   | 16:11,7    | 35.        | —           | —           | NQ       | NQ       | NQ      | NQ      |
| Nara Bahadur Dahal    | bieg n1 10 000 m | 31:19,8    | 32.        | —           | —           | —        | —        | NQ      | NQ      |
| Baikuntha Manandhar   | maraton          | —          | —          | —           | —           | —        | —        | 2:23:51 | 37.     |
| Mukunda Hari Shrestha | maraton          | —          | —          | —           | —           | —        | —        | 2:38:52 | 45.     |

### Podnoszenie ciężarów
| Zawodnik          | Konkurencja | Rwanie  | Rwanie  | Podrzut | Podrzut | Razem    | Pozycja |
| Zawodnik          | Konkurencja | Wynik   | Pozycja | Wynik   | Pozycja | Razem    | Pozycja |
| ----------------- | ----------- | ------- | ------- | ------- | ------- | -------- | ------- |
| Ashok Kumar Karki | - 56 kg     | 65 kg   | 21.     | 80 kg   | 18.     | 145 kg   | 18.     |
| Rajendra Pradhan  | - 60 kg     | 67,5 kg | 16.     | 85 kg   | 15.     | 152,5 kg | 15.     |